# Altstadtfriedhof (Bad Neustadt an der Saale)

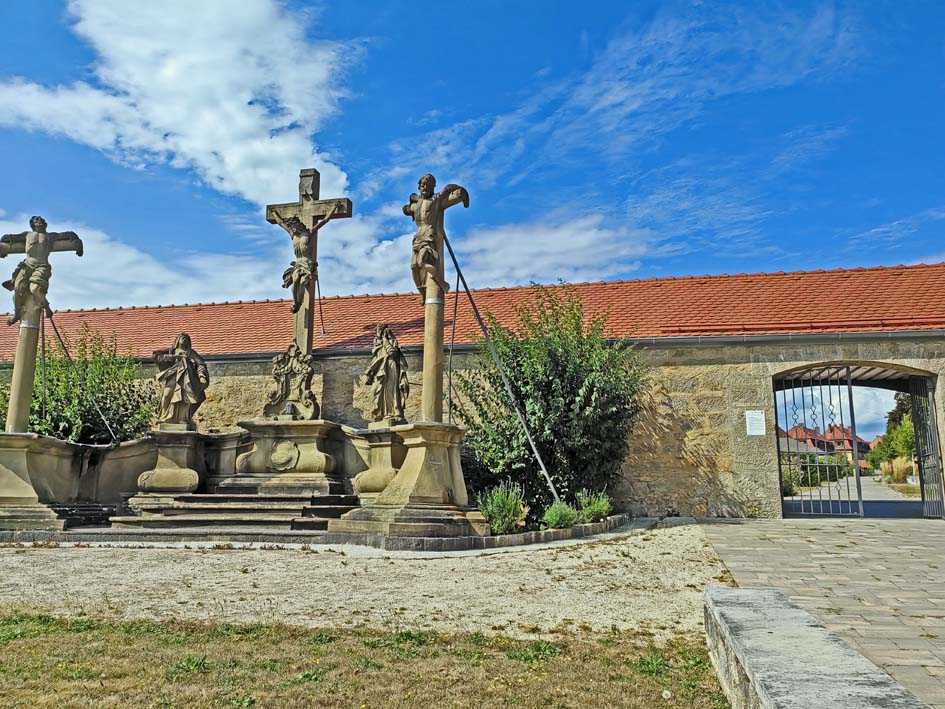
Kreuzigungsgruppe am Friedhofseingang

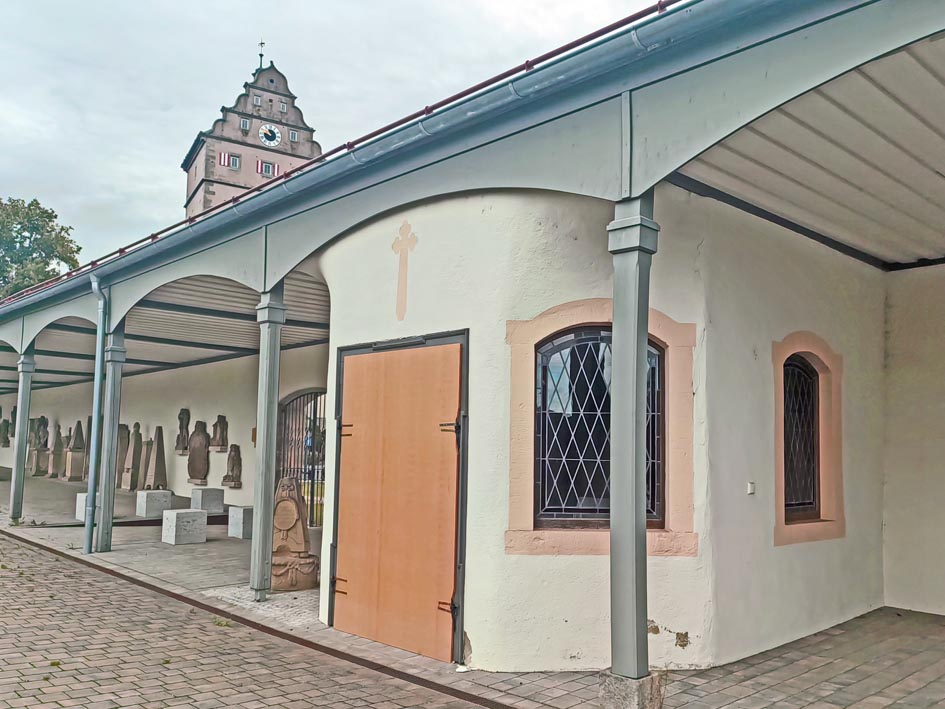
Friedhofskapelle

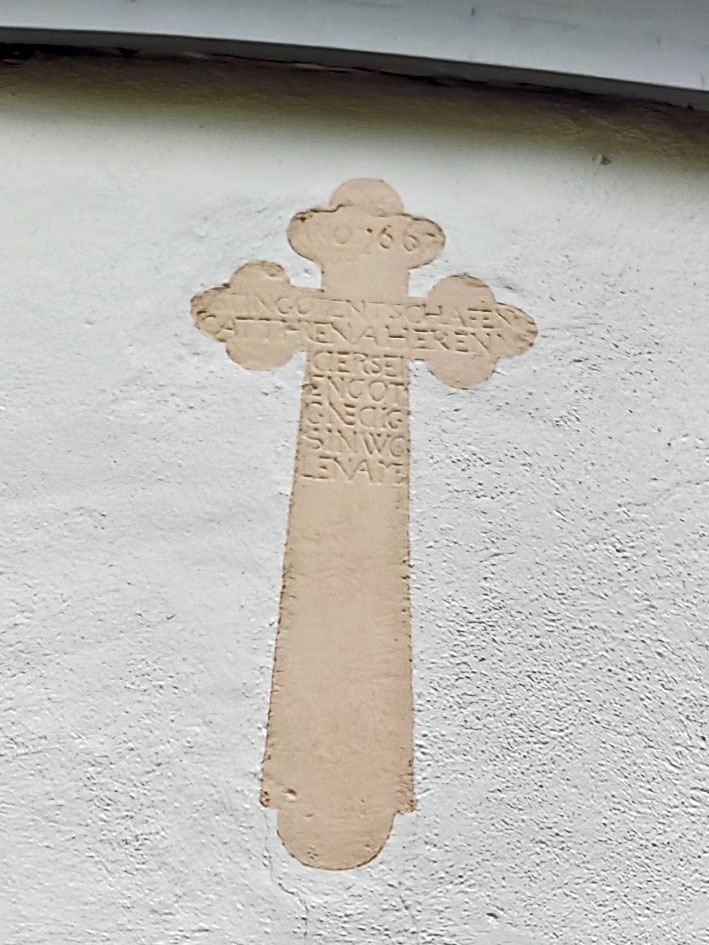
Kruzifix an der Friedhofskapelle

Der Altstadtfriedhof Bad Neustadt an der Saale ist eine von sieben Begräbnisstätten in der unterfränkischen Stadt Bad Neustadt an der Saale und gleichzeitig Hauptfriedhof. Er hat dazu noch die Bezeichnungen „Friedhof beim Hohntor“. Auf dem Altstadtfriedhof finden auch heute noch regelmäßig Beerdigungen statt.

## Lage
Der Friedhof befindet sich am südlichen Ausgang der Altstadt von Bad Neustadt direkt am alten Stadttor Hohntor. Der Friedhof besitzt eine Gesamtgröße von ca. 10.000 m² und beheimatet die Gräber von etwa 600 Verstorbenen. Hauptsächlich Familien des Bürgertums von Bad Neustadt.

## Geschichte

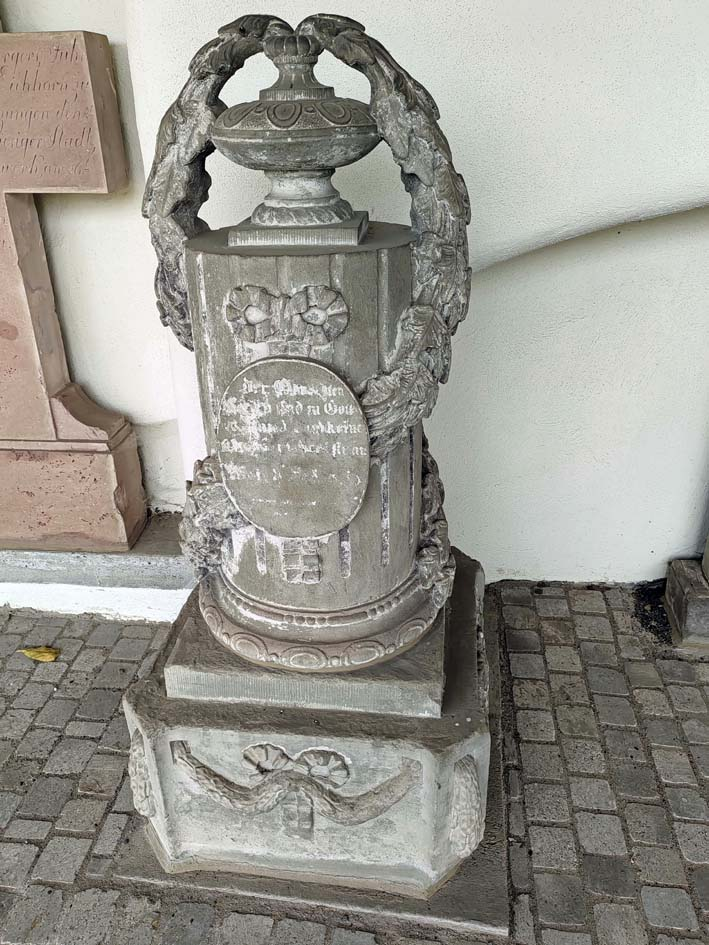
Historischer Grabstein in den Arkaden des Friedhofs

Der Friedhof taucht ab dem 18. Jahrhundert als Friedhof am Hohentor auf. Ab dem Beginn des 19. Jahrhunderts wird der Friedhof immer wieder erweitert, so in den Jahren 1831, 1843, 1872. Die Friedhofskapelle stammte aus dem 18. Jh. und ist in die Friedhofsmauer integriert. Bei der Erweiterung 1872 wurde die heute noch vorhandene Friedhofsmauer gebaut. Man findet auf dem Friedhof in der Gegenwart Gräber aus dem 18. Jahrhundert. Teilweise finden sich darunter Grabsteine von Adeligen deren Namen im Zusammenhang mit dem Bayerischen Erbfolgekrieg stehen (z. B. Reichsgraf von Baillet).

## Grabstätten bekannter Persönlichkeiten
Auf dem Altstadtfriedhof sind folgende bekannte Persönlichkeiten bestattet:
- Jakob Preh (1889–1945), Unternehmer,
- Willi Lemm (1905–1973), Maler und Grafiker
- Alfons Maria Borst (1893–1973), Bezirksschulrat, Heimatforscher, Archivpfleger und Autor
- Paul Goebels (1918–2000), Politiker, Autor und Bürgermeister